# Belfast Celtic F.C.
Belfast Celtic F. C. – irlandzki klub piłkarski, działający w latach 1891–1949. Zdobył 14 mistrzostw kraju i 8 razy triumfował w Pucharze.

## Historia
Belfast Celtic został nazwany na cześć szkockiego klubu Celticu. Założony został w 1891 roku i występował na stadionie Celtic Park w Belfascie, nazywanym przez kibiców Paradise. Pierwszy tytuł zdobył w 1900 roku, kończąc rozgrywki z jednobramkową przewagą w tabeli nad lokalnym rywalem Linfieldem. Wtedy to nadano drużynie przydomek The Mighty.
Niespokojna sytuacja polityczna w Irlandii w 1920 roku zmusiła zespół do wycofania się z rozgrywek. Belfast Celtic ponownie dołączył do ligi cztery lata później.
Pomimo tego, klub odnosił kolejne sukcesy i został mistrzem kraju cztery razy z rzędu. Zespół posiadał także piłkarzy występujących w kadrze narodowej.
26 grudnia 1948 roku doszło do ostatniego meczu drużyny. Na Windsor Park, w meczu towarzyskim Celtic zagrał z Linfieldem. Spotkanie zakończyło się remisem, a kibice Linfieldu zaatakowali kilku piłkarzy Celticu; jeden z nich – Jimmy Jones – został poturbowany i stracił przytomność Wkrótce po tym zajściu klub postanowił wycofać się z rozgrywek i niebawem został zlikwidowany.

## Sukcesy
- Liga Irlandzka: 14
  - 1899/00, 1914/15, 1919/20, 1925/26, 1926/27, 1927/28, 1928/29, 1932/33, 1935/36, 1936/37, 1937/38, 1938/39, 1939/40, 1947/48
- Puchar Irlandii: 8
  - 1917/18, 1925/26, 1936/37, 1937/38, 1940/41, 1942/43, 1943/44, 1946/47
- Puchar Belfastu: 11
  - 1905/06, 1906/07, 1918/19 (razem z Glentoran), 1925/26, 1927/28, 1929/30, 1930/31, 1932/33, 1939/40, 1947/48, 1948/49
- Gold Cup: 6
  - 1911/12, 1925/26, 1934/35, 1938/39, 1939/40, 1947/48